# Nescafé
Nescafé là nhãn hiệu cà phê do Nestlé sản xuất. Nó có nhiều dạng khác nhau. Tên này là một từ ghép của các từ "Nestlé" và "café". Nestlé lần đầu tiên giới thiệu nhãn hiệu cà phê hàng đầu tại Thụy Sĩ vào ngày 1 tháng 4 năm 1938.